# Hostage (film 2005)
Hostage è un film del 2005 diretto da Florent Emilio Siri, con protagonista Bruce Willis, tratto dall'omonimo romanzo di Robert Crais.

## Trama
Jeff Talley è un poliziotto in forza alla SWAT di Los Angeles, dove lavora come negoziatore specializzato nel trattare situazioni delicate con ostaggi. Nel suo ultimo caso non riesce a risolvere una di queste crisi in cui un uomo ha preso in ostaggio sua moglie e suo figlio dopo aver appreso che lei lo tradiva. Si crea l'occasione per i cecchini di uccidere l'uomo, ma l'indecisione di Talley produce un esito infausto: l'uomo uccide entrambi, e poi si toglie la vita. Il poliziotto si sente colpevole, soprattutto per non aver salvato il bambino, che gli è morto tra le braccia.
Traumatizzato dall'episodio, Talley si trasferisce con la famiglia a Bristo Camino, un immaginario borgo suburbano nella vicina contea di Ventura in California, dove diviene capo della polizia locale.
Un anno dopo, Talley si ritrova in una situazione ancora più complicata. Due fratelli adolescenti travagliati, Dennis e Kevin Kelly, e un complice sociopatico, Marshall "Mars" Krupcheck, tutti ben armati, tentano una rapina in una villa molto lussuosa. La rapina fallisce, ma tengono il proprietario Walter Smith e i suoi due figli, Jennifer e Tommy, in ostaggio nella loro casa. Infatti, un'agente di polizia, Carol Flores, risponde alla segnalazione dell'allarme silenzioso attivato dal bambino, ma viene colpita da due colpi di pistola da Mars dopo essere stata informata via radio che il veicolo rosso dei sequestratori parcheggiato di fronte alla casa era segnalato come rubato. Talley, che era intervenuto in supporto, va in suo aiuto ma riesce a fare poco perché l'agente muore. Pur di evitare il trauma vissuto nel suo passato professionale, Talley lascia il 
comando dell'operazione di gestione della crisi degli ostaggi       all'ufficio dello sceriffo della contea di Ventura.
I tre sequestratori, tuttavia, non sanno che sono capitati nella casa sbagliata, dal momento che Walter Smith è il contabile di una potente e misteriosa organizzazione criminale, per conto della quale ricicla e sposta ingenti capitali attraverso delle società offshore. In più, la casa si rivela essere superblindata per cui è difficile per loro trovare delle vie di fuga.
Smith si stava preparando a girare all'organizzazione una serie di importanti file crittografati registrati su un DVD che poi aveva inserito nella custodia del film "Il cielo può attendere", quando è stato preso in ostaggio. Per impedire che venissero scoperte prove incriminanti, l'organizzazione affida l'incarico ad un agente spietato, noto come "il Guardiano". Questi rapisce la moglie e la figlia di Talley, in modo da costringerlo a tornare sulla scena degli ostaggi e a riprendere il comando delle operazioni. L'obbiettivo è perdere tempo per un po' fino a quando l'organizzazione non è in grado di lanciare il proprio attacco contro la casa di Smith.
Talley deve così compiere due missioni: salvare sia la sua famiglia che quella degli Smith.
Il figlio piccolo di Smith, Tommy, sfugge al sequestro nascondendosi nei tubi di aerazione e, usando il cellulare della sorella, riesce a mettersi in contatto con Talley e a dargli più informazioni possibili sui rapitori. Talley gli chiede poi di prendere quel DVD e di tenerlo con sé. Talley, dal canto suo, giunge a un accordo con uno dei rapitori e riesce a farsi consegnare da loro Walter Smith che è gravemente ferito alla testa e incosciente ma ancora vivo.
Dopo un accurato studio della planimetria dell'abitazione e dopo aver ritrovato fiducia in se stesso, Talley pianifica di penetrare nella villa per aiutare la ragazza e il ragazzo rapiti. Il più feroce di costoro, però, lo psicopatico Mars, uccide i suoi due compagni che iniziano ad avere segni di cedimento, e inizia a usare violenza anche sui due fratelli Smith, anche perché Jennifer si mostra insensibile alle sue infatuazioni. Tommy e Jennifer Smith fuggono e trovano rifugio in una stanza del bagno che diventa per loro una trappola, mentre Talley ascolta tutto dal cellulare del ragazzo. Dopo averli trovati, Mars inizia a dar fuoco alla casa con delle molotov mentre l'organizzazione criminale, camuffata da agenti F.B.I., entra rapidamente tagliando l'energia elettrica.
A questo punto Talley rompe gli indugi e con una macchina sfonda il cancello d'entrata e supera i tentativi di difesa di Smith. Si mette alla ricerca degli ostaggi e non si arrende quando Mars uccide due agenti dell'organizzazione criminale, scagliando contro di loro altre molotov. Talley trova i due fratelli e cerca di scappare dalla casa, ma un agente armato li trova e ferisce Talley per farsi consegnare il DVD che gli aveva dato prima il ragazzino ma spunta Mars con in mano una molotov e colpisce l'agente che Talley finisce a colpi di pistola. Mars ritorna, ferito gravemente, con altre due molotov: una la lancia sui soldi sparsi a terra e sui due fratelli complici morti, mentre la seconda è destinata ai fratelli Smith ma esita guardando Jennifer, di cui era infatuato, e la lascia cadere addosso a se stesso.
Ormai il DVD è perso nell'incendio e l'organizzazione criminale minaccia di far fuori la famiglia di Talley, pertanto a quest’ultimo non resta che servirsi di Walter Smith per salvare la sua famiglia, mostrando che il loro contabile è vivo e con lui tutti i segreti che custodisce.
Talley si reca con Walter Smith sul luogo dell'appuntamento per effettuare lo scambio. Smith, grato a Talley per avergli salvato i figli, finge di tradirlo per poi sparare al capo dei rapitori, permettendo a Talley di uccidere il resto della banda e salvare finalmente la sua famiglia.

## Produzione
Le riprese del film si sono svolte in California, tra Los Angeles, Malibù e Azusa.
Il ruolo di Amanda è interpretato da Rumer Willis, figlia di Bruce Willis nella vita reale. Ha ottenuto la parte sostenendo un provino, come gli altri attori.

## Accoglienza
Il film ha incassato $34,639,939 negli Stati Uniti e $43,304,786 nel resto del mondo, per complessivi $77,944,725.